# Danuta Kałuszko
Danuta Kałuszko z d. Gnat (ur. 12 grudnia 1930 r. w Białymstoku, zm. 2 października 1996 w Warszawie) – polska metrolog i fizyk, pracownik Głównego Urzędu Miar.

## Życiorys
Jako dziecko, podczas tzw. czwartej deportacji (1941), została wywieziona do ZSRR, skąd powróciła w 1946 roku wraz z jedną z pierwszych fal repatriacyjnych. Szkołę średnią ukończyła w Warszawie w 1948 roku, po czym podjęła studia na Wydziale Matematyki, Fizyki i Chemii Uniwersytetu Warszawskiego. Dyplom magistra fizyki otrzymała w 1952 roku i rozpoczęła pracę zawodową w Zakładach Wytwórczych Lamp Elektronowych im. Róży Luksemburg, skąd w 1956 roku została przeniesiona służbowo do Przemysłowego Instytutu Elektroniki na stanowisko kierownika Wydziału Technologicznego. Dwa lata później podjęła zatrudnienie w Fabryce Półprzewodników TEWA, zajmując kolejno stanowiska kierownicze: głównego inżyniera, zastępcy dyrektora do spraw technicznych i kierownika Zakładu Diod Mocy. W 1966 roku rozpoczęła pracę w Centralnym Urzędzie Jakości i Miar na stanowisku kierownika, a potem dyrektora Zakładu Metrologii Ogólnej i tu pracowała do 1987 roku, tj. do przejścia na emeryturę. Ten ponad 20-letni okres zatrudnienia charakteryzował się jej bardzo aktywną działalnością zawodową: zajmowała się interdyscyplinarną problematyką metrologii prawnej i terminologii, a do jej głównych osiągnięć należy współudział w pracach międzynarodowych na rzecz unifikacji jednostek miar, w tym ustalenia Międzynarodowego Układu Jednostek (SI), który w Polsce zaczął obowiązywać od 1966 roku. Miała znaczący udział we wdrażaniu do stosowania w Polsce układu SI - była autorem i współautorem szeregu publikacji z zakresu jednostek miar (niektóre były kilkakrotnie uzupełniane i wznawiane).
Zmarła 2 października 1996 roku. Została pochowana na Cmentarzu Ewangelicko-Augsburskim w Warszawie.

## Odznaczenia
Za wieloletnią, twórczą pracę zawodową została wyróżniona wysokimi odznaczeniami państwowymi, branżowymi oraz wieloma innymi nagrodami. Najważniejsze z nich:
- 1957 – Srebrny Krzyż Zasługi,
- 1962 – Złoty Krzyż Zasługi,
- 1979 – Krzyż Kawalerski Orderu Odrodzenia Polski.

## Publikacje
1) Książki:
- Jednostki SI: tablice przeliczeniowe (wraz z Jerzym Wojciechem Szamotulskim), Warszawa 1970, 1979, 1983,
- SI legalne jednostki miar: podstawowe przepisy prawne i komentarz (wraz z Jerzym Wojciechem Szamotulskim), Warszawa 1977, 1978.

2) Artykuły:
- Współpraca w ramach RWPG, [w:] „Pomiary Automatyka Kontrola” 1969, nr 2, s. 96,
- Niektóre problemy związane z perspektywicznym rozwojem służby miar, [w:] „Pomiary Automatyka Kontrola” 1969, nr 6, s. 287,
- Jubileusz Polskiej Służby Miar, [w:] „Pomiary Automatyka Kontrola” 1970, nr 10, s. 541,